# Lista uniwersytetów w Peru
Lista publicznych i prywatnych uniwersytetów w Peru (uszeregowanych według regionów).
| Nazwa                                                                | Akronim | Rok założenia | Status    | Położenie        | Region         | Współrzędne                                      | Zdjęcie |
| -------------------------------------------------------------------- | ------- | ------------- | --------- | ---------------- | -------------- | ------------------------------------------------ | ------- |
| Universidad Nacional Mayor de San Marcos                             | UNMSM   | 1551          | Publiczny | Lima             | Prowincja Lima | 12°03′30″S 77°05′00″W/-12,058333 -77,083333      |         |
| Universidad Nacional Agraria La Molina                               | UNALM   | 1902          | Publiczny | Lima             | Prowincja Lima | 12°04′55,2″S 76°56′52,8″W/-12,082000 -76,948000  |         |
| Universidad Nacional de Ingeniería                                   | UNI     | 1876          | Publiczny | Lima             | Prowincja Lima | 12°01′11″S 77°02′55″W/-12,019722 -77,048611      |         |
| Universidad Nacional de Educacion Enrique Guzman y Valle             | UNE     | 1822          | Publiczny | Lima             | Prowincja Lima |                                                  |         |
| Pontificia Universidad Católica del Perú                             | PUCP    | 1917          | Prywatny  | Lima             | Prowincja Lima | 12°04′10″S 77°04′46″W/-12,069444 -77,079444      |         |
| Universidad Católica Sedes Sapientiae                                | UCSS    | 1998          | Prywatny  | Lima             | Prowincja Lima | 12°00′00,9″S 77°03′50,1″W/-12,000264 -77,063911  |         |
| Universidad de Lima                                                  | UL      | 1962          | Prywatny  | Lima             | Prowincja Lima | 12°05′05,1″S 76°58′14,9″W/-12,084761 -76,970817  |         |
| Universidad de San Martín de Porres                                  | USMP    | 1962          | Prywatny  | Lima             | Prowincja Lima | 12°02′40,4″S 76°58′03,5″W/-12,044556 -76,967628  |         |
| Universidad del Pacífico                                             | UP      | 1962          | Prywatny  | Lima             | Prowincja Lima | 12°05′02,0″S 77°02′53,9″W/-12,083900 -77,048300  |         |
| Universidad Peruana Cayetano Heredia                                 | UPCH    | 1961          | Prywatny  | Lima             | Prowincja Lima | 12°01′26,4″S 77°03′23,6″W/-12,024000 -77,056556  |         |
| Universidad de Piura                                                 | UDEP    | 1969          | Prywatny  | Lima             | Prowincja Lima | 5°10′24,7″S 80°38′18,6″W/-5,173517 -80,638489    |         |
| Universidad Antonio Ruiz de Montoya                                  | UARM    | 2003          | Prywatny  | Lima             | Prowincja Lima | 12°04′12,4″S 77°03′31,3″W/-12,070119 -77,058694  |         |
| Universidad Científica del Sur                                       | UCSur   | 1998          | Prywatny  | Lima             | Prowincja Lima | 12°13′19,0″S 76°58′39,1″W/-12,221953 -76,977525  |         |
| Universidad Peruana Union                                            | UPeU    | 1983          | Prywatny  | Lima             | Prowincja Lima | 11°59′23,7″S 76°50′28,7″W/-11,989917 -76,841306  |         |
| Universidad Nacional Federico Villareal                              | UNFV    | 1963          | Publiczny | Lima             | Prowincja Lima | 12°04′31,4″S 77°05′31,0″W/-12,075381 -77,091944  |         |
| Universidad Ricardo Palma                                            | URP     | 1969          | Prywatny  | Lima             | Prowincja Lima | 12°07′59,2″S 76°58′49,8″W/-12,133100 -76,980500  |         |
| Universidad Peruana de Ciencias Aplicadas                            | UPC     | 1994          | Prywatny  | Lima             | Prowincja Lima | 12°06′14,7″S 76°57′47,4″W/-12,104092 -76,963181  |         |
| Universidad Peruana de Ciencias e Informática                        | UPCI    | 2002          | Prywatny  | Lima             | Prowincja Lima | 12°04′19,6″S 77°02′31,3″W/-12,072106 -77,042036  |         |
| Universidad San Ignacio de Loyola                                    | USIL    | 1995          | Prywatny  | Lima             | Prowincja Lima | 12°04′21,0″S 76°57′06,1″W/-12,072500 -76,951700  |         |
| Universidad Tecnológica del Perú                                     | UTP     | 1997          | Prywatny  | Lima             | Prowincja Lima | 12°03′53,3″S 77°02′11,9″W/-12,064797 -77,036628  |         |
| Universidad de Silvaner-Sede Lima (main campus in St. Kitts & Nevis) |         |               |           | Lima             | Prowincja Lima |                                                  |         |
| Universidad Alas Peruanas                                            | UAP     | 1996          | Prywatny  | Lima             | Prowincja Lima | 12°04′09,7″S 77°03′04,8″W/-12,069347 -77,051331  |         |
| Universidad Peruana de las Americas                                  | –       | 2003          | Prywatny  | Lima             | Prowincja Lima |                                                  |         |
| Facultad de Teología Pontificia y Civil de Lima                      | FTPCL   | 1994          | Prywatny  | Lima             | Prowincja Lima |                                                  |         |
| Universidad Femenina del Sagrado Corazón                             | UNIFÉ   | 1962          | Prywatny  | Lima             | Prowincja Lima | 12°04′17,9″S 76°57′54,3″W/-12,071639 -76,965078  |         |
| Universidad Inca Garcilaso de la Vega                                | UIGV    | 1964          | Prywatny  | Lima             | Prowincja Lima |                                                  |         |
| Universidad Particular Marcelino Champagnat                          | UMCH    | 1968          |           | Lima             | Prowincja Lima |                                                  |         |
| Universidad Nacional Toribio Rodríguez de Mendoza de Amazonas        | UNTRMA  | 2000          | Publiczny | Chachapoyas      | Amazonas       | 6°13′59,0″S 77°51′15,1″W/-6,233069 -77,854183    |         |
| Universidad Los Ángeles de Chimbote                                  | ULADECH | 1985          | Prywatny  | Chimbote         | Ancash         |                                                  |         |
| Universidad Nacional del Santa                                       | UNS     | 1984          | Publiczny | Chimbote         | Ancash         | 9°07′14,9″S 78°30′48,3″W/-9,120803 -78,513408    |         |
| Universidad Nacional Santiago Antúnez de Mayolo                      | UNASAM  | 1976          | Publiczny | Huaraz           | Ancash         | 9°31′02,6″S 77°31′30,3″W/-9,517386 -77,525072    |         |
| Universidad Privada San Pedro                                        | USP     | 1988          | Prywatny  | Chimbote         | Ancash         | 9°03′10,2″S 78°35′24,9″W/-9,052844 -78,590261    |         |
| Universidad Tecnológica de los Andes                                 | UTEA    | 1984          | Prywatny  | Abancay          | Apurímac       | 13°37′55,8″S 72°53′14,1″W/-13,632172 -72,887256  |         |
| Universidad Alas Peruanas                                            | UAP     | 1996          | Prywatny  | Lima             | Apurímac       |                                                  |         |
| Universidad Alas Peruanas                                            | UAP     | 1996          | Prywatny  | Arequipa         | Arequipa       |                                                  |         |
| Universidad Católica de Santa María                                  | UCSM    | 1961          | Prywatny  | Arequipa         | Arequipa       | 16°24′22,2″S 71°32′51,5″W/-16,406178 -71,547631  |         |
| Universidad Católica San Pablo                                       | UCSP    | 1997          | Prywatny  | Arequipa         | Arequipa       | 16°23′23,1″S 71°32′08,4″W/-16,389753 -71,535672  |         |
| Universidad Nacional de San Agustín                                  | UNSA    | 1828          | Publiczny | Arequipa         | Arequipa       | 16°23′49,9″S 71°32′13,3″W/-16,397194 -71,537028  |         |
| Universidad Nacional San Cristóbal de Huamanga                       | UNSCH   | 1677          | Publiczny | Ayacucho         | Ayacucho       | 13°08′52,8″S 74°13′12,0″W/-13,148000 -74,220000  |         |
| Universidad Alas Peruanas                                            | UAP     | 1996          | Prywatny  | Ayacucho         | Ayacucho       |                                                  |         |
| Universidad Nacional de Cajamarca                                    | UNC     | 1962          | Publiczny | Cajamarca        | Cajamarca      | 7°10′01,0″S 78°29′43,5″W/-7,166944 -78,495428    |         |
| Universidad Nacional de Jaen                                         | UNJ     | Jaén          | Publiczny | Jaén             | Cajamarca      |                                                  |         |
| Universidad Privada del Norte                                        | UPN     | 1993          | Prywatny  | Cajamarca        | Cajamarca      | 7°09′02,3″S 78°30′21,2″W/-7,150653 -78,505881    |         |
| Universidad Alas Peruanas                                            | UAP     | 1996          | Prywatny  | Cajamarca        | Cajamarca      |                                                  |         |
| Universidad Privada Antenor Orrego                                   | UPAO    | 1988          | Prywatny  | Cajamarca        | Cajamarca      |                                                  |         |
| Universidad Privada San Pedro                                        | USP     | 1988          | Prywatny  | Cajamarca        | Cajamarca      |                                                  |         |
| Universidad Privada Antonio Guillermo Urrelo                         | UPAGU   | 1992          | Prywatny  | Cajamarca        | Cajamarca      |                                                  |         |
| Universidad Nacional del Callao                                      | UNAC    | 1966          | Publiczny | Callao           | Callao         | 12°03′40,1″S 77°07′02,3″W/-12,061139 -77,117308  |         |
| Universidad Andina del Cusco                                         | UAC     | 1979          | Prywatny  | Cuzco            | Cuzco          | 13°32′15,3″S 71°54′13,9″W/-13,537572 -71,903847  |         |
| Universidad Nacional San Antonio Abad del Cusco                      | UNSAAC  | 1692          | Publiczny | Cuzco            | Cuzco          | 13°31′15,1″S 71°57′30,4″W/-13,520869 -71,958453} |         |
| Universidad Alas Peruanas                                            | UAP     | 1996          | Prywatny  | Cuzco            | Cuzco          |                                                  |         |
| Universidad Peruana Austral de Cusco                                 | UPAC    | 2010          | Prywatny  | Cuzco            | Cuzco          |                                                  |         |
| Universidad Particular Tecnología de los Andes                       | UTEA    | 1984          | Prywatny  | Abancay          | Cuzco          | 13°37′56,0″S 72°53′14,7″W/-13,632219 -72,887414  |         |
| Universidad Nacional de Huancavelica                                 | UNH     | 1991          | Publiczny | Huancavelica     | Huancavelica   | 12°46′42,7″S 74°57′39,1″W/-12,778528 -74,960858  |         |
| Universidad de Huánuco                                               | UDH     | 1989          | Prywatny  | Huánuco          | Huánuco        | 9°53′24,3″S 76°13′11,5″W/-9,890092 -76,219847    |         |
| Universidad Nacional Agraria de la Selva                             | UNAS    | 1964          | Publiczny | Tingo María      | Huánuco        | 9°18′46,2″S 75°59′51,9″W/-9,312839 -75,997750    |         |
| Universidad Nacional Hermilio Valdizán                               | UNHEVAL | 1961          | Publiczny | Huánuco          | Huánuco        | 9°56′53,2″S 76°15′00,3″W/-9,948097 -76,250083    |         |
| Universidad Nacional San Luis Gonzaga de Ica                         | UNICA   | 1955          | Publiczny | Ica              | Ica            | 14°05′13,2″S 75°43′58,8″W/-14,087000 -75,733000  |         |
| Universidad Continental de Ciencias e Ingeniería                     | UCCI    | 1998          | Prywatny  | Huancayo         | Junín          | 12°02′50,7″S 75°11′55,2″W/-12,047428 -75,198653  |         |
| Universidad Nacional del Centro del Perú                             | UNCP    | 1959          | Publiczny | Huancayo         | Junín          | 12°01′59,0″S 75°14′14,4″W/-12,033047 -75,237331  |         |
| Universidad Peruana Los Andes                                        | UPLA    | 1983          | Prywatny  | Huancayo         | Junín          | 12°02′29″S 75°11′29″W/-12,041389 -75,191389      |         |
| Universidad Privada Antenor Orrego                                   | UPAO    | 1988          | Prywatny  | Trujillo         | La Libertad    | 8°07′39,4″S 79°01′55,9″W/-8,127619 -79,032181    |         |
| Universidad Católica de Trujillo                                     | UCT     | 2000          | Prywatny  | Trujillo         | La Libertad    | 8°09′36,9″S 79°00′40,2″W/-8,160247 -79,011175    |         |
| Universidad Los Ángeles de Chimbote                                  | ULADECH | 1985          | Prywatny  | Trujillo         | La Libertad    |                                                  |         |
| Universidad Nacional de Trujillo                                     | UNT     | 1824          | Publiczny | Trujillo         | La Libertad    | 8°06′52,8″S 79°02′18,9″W/-8,114656 -79,038594    |         |
| Universidad Privada César Vallejo                                    | UCV     | 1991          | Prywatny  | Trujillo         | La Libertad    | 8°07′46,0″S 79°02′37,1″W/-8,129450 -79,043639    |         |
| Universidad Privada del Norte                                        | UPN     | 1993          | Prywatny  | Trujillo         | La Libertad    | 8°05′59,8″S 79°01′08,0″W/-8,099933 -79,018881    |         |
| Universidad Privada de Trujillo                                      | UPRIT   | 2006          | Prywatny  | Trujillo         | La Libertad    | 8°06′29,3″S 78°59′39,7″W/-8,108139 -78,994364    |         |
| Universidad Alas Peruanas                                            | UAP     | 1996          | Prywatny  | Trujillo         | La Libertad    |                                                  |         |
| Universidad de Chiclayo                                              | UDCH    | 1985          | Prywatny  | Chiclayo         | Lambayeque     | 6°47′25,1″S 79°52′42,4″W/-6,790306 -79,878444    |         |
| Universidad Nacional Pedro Ruiz Gallo                                | UNPRG   | 1970          | Publiczny | Lambayeque       | Lambayeque     | 6°42′27,5″S 79°54′25,0″W/-6,707650 -79,906942}   |         |
| Universidad Alas Peruanas                                            | UAP     | 1996          | Prywatny  | Chiclayo         | Lambayeque     |                                                  |         |
| Universidad Señor de Sipán                                           | USS     | 1999          | Prywatny  | Chiclayo         | Lambayeque     | 6°47′41,6″S 79°53′07,2″W/-6,794881 -79,885333    |         |
| Universidad Católica Santo Toribio de Mogrovejo                      | USAT    | 1996          | Prywatny  | Chiclayo         | Lambayeque     | 6°45′37,6″S 79°51′47,5″W/-6,760456 -79,863203    |         |
| Universidad del Pacífico                                             | UP      | 1962          | Prywatny  | Lambayeque       | Lambayeque     |                                                  |         |
| Universidad Nacional de Educación Enrique Guzmán y Valle             | UNE     | 1822          | Publiczny | Chosica          | Region Lima    |                                                  |         |
| Universidad Nacional José Faustino Sánchez Carrión                   | UNJFSC  | 1968          | Publiczny | Huacho           | Region Lima    | 11°07′26″S 77°36′32″W/-11,123889 -77,608889      |         |
| Universidad Nacional de la Amazonía Peruana                          | UNAP    | 1961          | Publiczny | Iquitos          | Loreto         |                                                  |         |
| Universidad Particular de Iquitos                                    | UPI     | 1990          | Prywatny  | Iquitos          | Loreto         | 3°44′58,2″S 73°14′40,7″W/-3,749500 -73,244639    |         |
| Universidad Andina del Cusco                                         | UAC     | 1979          | Prywatny  | Puerto Maldonado | Madre de Dios  | 13°32′15,3″S 71°54′13,9″W/-13,537572 -71,903847  |         |
| Universidad Nacional San Antonio Abad del Cusco                      | UNSAAC  | 1692          | Publiczny | Puerto Maldonado | Madre de Dios  |                                                  |         |
| Universidad de Moquegua                                              | UNM     | 2005          | Publiczny | Moquegua         | Moquegua       | 17°11′25,0″S 70°56′09,4″W/-17,190267 -70,935942  |         |
| Universidad Nacional Daniel Alcides Carrión                          | UNDAC   | 1961          | Publiczny | Cerro de Pasco   | Pasco          | 10°40′05,5″S 76°15′11,3″W/-10,668206 -76,253136  |         |
| Universidad de Piura                                                 | UDEP    | 1969          | Prywatny  | Piura            | Piura          | 5°10′24,6″S 80°38′18,5″W/-5,173497 -80,638481    |         |
| Universidad Nacional de Piura                                        | UNP     | 1961          | Publiczny | Piura            | Piura          | 5°10′55,1″S 80°37′08,4″W/-5,181969 -80,619014    |         |
| Universidad Andina Néstor Cáceres Velásquez                          | UANCV   | 1981          | Prywatny  | Juliaca          | Puno           | 15°31′59,4″S 70°07′13,0″W/-15,533164 -70,120278  |         |
| Universidad Nacional del Altiplano                                   | UNAP    | 1856          | Publiczny | Puno             | Puno           | 15°49′29,2″S 70°00′56,1″W/-15,824792 -70,015586  |         |
| Universidad Nacional de San Martín                                   | UNSM    | 1979          | Publiczny | Tarapoto         | San Martín     | 6°29′05,9″S 76°22′41,4″W/-6,484975 -76,378158    |         |
| Universidad Nacional Jorge Basadre Grohmann                          | UNJBG   | 1971          | Publiczny | Tacna            | Tacna          | 18°01′32,5″S 70°15′00,1″W/-18,025694 -70,250028  |         |
| Universidad Privada de Tacna                                         | UPT     | 1985          | Prywatny  | Tacna            | Tacna          | 18°00′21,0″S 70°13′31,7″W/-18,005839 -70,225483  |         |
| Universidad Nacional de Tumbes                                       | UNT     | 1984          | Publiczny | Tumbes           | Tumbes         | 3°34′58,3″S 80°26′38,9″W/-3,582867 -80,444136    |         |
| Universidad Nacional de Ucayali                                      | UNU     | 1979          | Publiczny | Pucallpa         | Ucayali        | 8°23′39,0″S 74°34′38,7″W/-8,394161 -74,577425    |         |